# Нижняя Куричинская
Нижняя Куричинская — упразднённая деревня в Верховажском районе Вологодской области России. В настоящее время является частью села Верховажье.

## География
Находилась в северной части области, в подзоне средней тайги, в пределах южной части Важско-Кулойской низины, на левом берегу реки Ваги.

### Климат
Климат характеризуется как умеренно континентальный. Среднегодовая температура воздуха — +1,8 °C. Абсолютный минимум температуры воздуха составляет −46 °C; абсолютный максимум — +37 °C. Безморозный период длится 110—115 дней. Среднегодовое количество атмосферных осадков составляет 637 мм. В течение года преобладают ветра юго-западного направления.

## История
В «Списке населенных мест Вологодской губернии по сведениям 1859 года» населённый пункт упомянут как удельная деревня Куричинское (Анисимово) Вельского уезда, расположенная в 41 версте от уездного города. В деревне имелось 8 дворов и проживало 60 человек (30 мужчин и 30 женщин). В 1881 году входила в состав Верховской волости.
По данным 1914 года, в деревне имелось 9 хозяйств и проживало 47 человек (20 мужчин и 27 женщин).
В 1940 году входила в состав Раменского сельсовета Верховажского района. По состоянию на 1 января 1973 года в составе Верховажского сельсовета.
Объединена с селом Верховажье в 1989 году.